# Music from the Succubus Club
Music from the Succubus Club è un CD musicale pubblicato come complemento per il gioco di ruolo per computer Vampire: The Masquerade della White Wolf. Il nome è legato al night club presente nell'ambientazione del gioco, l'iconico Succubus Club di Chicago.
Il produttore esecutivo fu Patrick Rodgers per Dancing Ferret Discs. È stato inciso da Roger Lian di Masterdisk. La cover art è di Clyde Caldwell, ed il graphic design di Jimi Black.

## Track listing
Una citazione fittizia, inclusa nelle note della cover, ed attribuita a DJ Damascus (un DJ del Succubus Club), afferma che "Ho scoperto che ciascuna di queste canzoni pare colpire nel segno con un particolare clan." In tal senso quindi ogni traccia della compilation può essere collegata ad uno dei clan di [[Vampire: The Masquerade]]. Nella tracklist che segue, il nome tra parentesi denota il clan a cui la canzone fa riferimento.
1. The Crüxshadows – Deception (Ravnos)
2. Seraphim Shock – Prey (Lasombra)
3. Paralysed Age – Bloodsucker 2000 (Tzimisce)
4. Wench – Heart of Darkness (Followers of Set)
5. Sunshine Blind – Cold from Fever (Ventrue)
6. Bella Morte – Fall No More (Gangrel)
7. Carfax Abbey – Soul to Bleed (Malkavian)
8. Beborn Beton – Hemoglobin (Assamite)
9. The Mission – Last Beat of Your Heart (Brujah)
10. Kristeen Young – Rotting on the Vine (Nosferatu)
11. Nosferatu – The Night is Young (Giovanni)
12. Diary of Dreams – Blind in Darkness (Tremere) (Rumors About Angels version without Dark City citations)
13. Neuroactive – Superficial (Toreador)